# Terminal de Autobuses de la Autoridad Portuaria
La Terminal de Autobuses de la Autoridad Portuaria o Port Authority Bus Terminal es la principal entrada para los autobuses interestatales hacia Manhattan en Nueva York. Es operada por la Autoridad Portuaria de Nueva York y Nueva Jersey.
La terminal de autobuses es un gran edificio localizado en Midtown, una cuadra al oeste del Times Square, entre las avenidas 8 y 9 y las calles 40 y 42 en la 625 8ª Avenida. Funciona como terminal y punto de partida para los autobuses suburbanos al igual para los autobuses que hacen viajes largos en la misma ciudad. Durante la hora pico, la línea de dos millas de longitud (3 km) de la terminal trae los buses desde Nueva Jersey directamente hacia el edificio vía el Túnel Lincoln, para evitar el tráfico de las calles. Pasajes subterráneos conectan la terminal con los trenes de los servicios A C E, 1 2 3, N Q R W, 7 <7> y S del Metro de Nueva York.
La terminal es la más transitada de los Estados Unidos y del mundo en cuanto a volumen de tráfico de personas. Sirve alrededor de 7.200 autobuses y alrededor de 200.000 personas al día. 

## Líneas de autobuses
En 2007, las siguientes líneas llegan a la terminal, algunas vía el Túnel Lincoln:
- Academy Bus
- Adirondack Trailways
- Bonanza Bus Lines
- Capitol Trailways
- Bieber Tourways
- Community Lines (vans)
- DeCamp Bus Lines
- Greyhound Lines
- Lakeland Bus Lines
- Martz Group
- NJ Transit
- New York Airport Service: aeropuertos JFK y a la LaGuardia (en la Calle 42)
- Peter Pan Bus Lines
- Pine Hill-Kingston Bus Corporation
- Spanish Bus Transportation Corporation
- Susquehanna Trailways
- Trans-Bridge Lines

Subsidiarias Coach USA
- Community Coach
- Olympia Trails: Aeropuerto de Newark (en la Calle 41)
- Red & Tan en el Condado de Hudson
- Rockland Coaches
- Short Line Bus
- Suburban Trails